# 日蓮 (映画)
『日蓮』（にちれん）は、日蓮の生涯を描いた1979年の日本映画。

## 概要
大映社長時代に『日蓮と蒙古大襲来』（1958年、大映京都）を製作した永田雅一が、再び日蓮を題材に製作したスペクタクル時代劇大作である。なお元寇のシーンには『日蓮と蒙古大襲来』の特撮シーンが一部流用された。日蓮宗の熱心な信者としても知られる永田が、当時で1000万人といわれた日蓮宗信者の団体動員を充てこみ製作した。配給は東映と交渉したが松竹になった。さらに、当時の松竹には特撮を手掛ける部門がなかったため、特撮は東宝の川北紘一が手掛けた。
なお同時期に松方弘樹主演で自伝映画を作ろうとしていた映画好きな笹川良一がスポンサーになって、製作費18億円を投入して、同じ日蓮を扱う『日蓮と南無妙法蓮華経』というタイトルの映画が製作発表まで行われたが製作されなかった。鎌倉芸林プロダクション、工藤栄一監督を予定し、出演俳優には高額のギャラが噂されていた。

## キャスト
- 日蓮 - 萬屋錦之介
- 善日丸 - 伊藤洋一： 少年時代の日蓮。
- 貫名重忠 - 田村高廣： 日蓮の父。
- 貫名重忠の妻・梅菊 - 岸田今日子： 日蓮の母。
- 日昭 - 中村嘉葎雄
- 日朗 - 中村光輝（少年時代 - 小沼宏之）
- 日興 - 永島敏行
- 比企能本 - 観世栄夫
- 行道 - 田中邦衛
- 日頂 - 山崎之也
- 能登坊 - 菅啓次
- 工藤吉隆 - 江原真二郎 - 地元・安房天津の領主。
- 工藤吉隆の妻・浜夕 - 松坂慶子（少女時代 - 松村江里子）： 幼馴染みで日蓮により出家。
- 富木常忍 - 丹波哲郎： 下総の豪族。
- 富木常忍・妻 - 野際陽子
- 四條金吾 - 伊吹吾郎
- 進士太郎 - 鳥巣哲生
- 南部実長 - 御木本伸介
- 阿仏房 - 西村晃
- 千日尼 - 赤木春恵： 阿仏房の妻。
- 北浦忠吾 - 大沢萬之介
- 北浦忠吾の弟・忠内 - 田原千之右
- 神四郎国重 - 和崎俊哉
- 弥三郎 - 加藤武： 日蓮をかくまった漁師。
- 弥三郎の妻・とき - 松下砂稚子
- 弥三郎の娘・なみ - 池上季実子
- 清澄寺道善 - 大滝秀治： 日蓮の師匠。
- 義浄 - 橋本宣三
- 浄顕 - 折尾哲郎
- 延暦寺聖覚上人 - 嵐寛寿郎
- 南勝房俊範 - 成瀬昌彦
- 天王寺屋浄本 - 穂積隆信
- 天王寺屋浄本の妹・阿佐 - 中川梨絵
- 極楽寺良観 - 梅津栄
- 建長寺道隆 - 小林昭二
- 北條時頼 - 市川染五郎 (6代目)： 5代執権。
- 北條時宗 - 松方弘樹： 8代執権。
- 北條政村 - 香川良介： 7代執権。
- 北條長時 - 佐藤和男： 6代執権。
- 平左衛門頼綱 - 中谷一郎
- 宿屋光則 - 佐野浅夫
- 依智直重 - 山本麟一
- 南條七郎 - 二戸義則
- 那須左源太 - 大東梁佶
- 少輔房 - 青木卓
- 東條景信 - 小池朝雄

## スタッフ
- 製作者：永田雅一
- 原作：川口松太郎（講談社刊）
- 撮影：竹村博
- 美術：芳野尹孝、横山豊
- 音楽：芥川也寸志
- 録音：田中俊夫
- 調音：松本隆司
- 照明：飯島博
- 編集：池田禅
- 脚本・監督：中村登

### エンドロール（スタッフ）
- 企画：宮本丈靖
- 製作補佐：脇田雅丈
- 助監督：伊藤聚
- 鼓指導：田中傳左衛門
- 風俗考証：柳生悦子
- 日蓮宗作法指導：上田榮暢
- 殺陣：松尾玖治
- 装置：森勇
- 装飾：印南昇
- 美床：鵜飼成志、吉野圭子
- 衣裳：松竹衣裳
- 特撮技術：川北紘一
- スチール：金田正
- 進行：中澤宣明
- 現像：東京現像所
- かつら：八木かつら、山﨑かつら
- 撮影協力：佐渡ヶ島観光協会
- 製作助手：長谷川小夜子
- 製作主任：沼尾鈞
- 製作：永田雅一プロダクション
- 製作協力：松竹映像
- 配給：松竹
- 協力：日蓮宗
- 後援：総本山身延山久遠寺、大本山池上本門寺

## DVD
- 2005年2月に角川映画よりDVDで再販。